# Мальта на летних Олимпийских играх 1984
Мальта принимала участие в Летних Олимпийских играх 1984 года в Лос-Анджелесе (США), но не завоевала ни одной медали. Делегация состояла из 7 спортсменов (5 мужчин и 2 женщины), принявших участие в 6 соревнованиях пяти видов спорта. Самый молодой спортсмен сборной — Джесмонд Джордемайна (англ. Jesmond Giordemaina) в возрасте 18 лет, самый старший — Франс Четкути (англ. Frans Chetcuti) в возрасте 40 лет. 

## Стрельба из лука
| Спортсмен                          | Вид              | Результат | Место |
| ---------------------------------- | ---------------- | --------- | ----- |
| Джоанна Агиус (англ. Joanna Agius) | Стрельба из лука | 2240      | 41    |

## Лёгкая атлетика
| Спортсмен                            | Вид           | Результат | Место               |
| ------------------------------------ | ------------- | --------- | ------------------- |
| Дженнифер Пейс (англ. Jennifer Pace) | Метание копья | 47,92     | 23 (в квалификации) |

## Борьба
| Спортсмен                                        | Вид                              | Результат | Место        |
| ------------------------------------------------ | -------------------------------- | --------- | ------------ |
| Джесмонд Джордемайна (англ. Jesmond Giordemaina) | Вольная борьба, наилегчайший вес |           | 3 в группе А |
| Александр Заммит (англ. Alexander Zammit)        | Вольная борьба, лёгкий вес       |           | 2 в группе А |

## Стрельба
| Спортсмен                            | Вид  | Результат | Место |
| ------------------------------------ | ---- | --------- | ----- |
| Майкл Гауси (англ. Michael Gauci)    | Трап | 172       | 48    |
| Франс Четкути (англ. Frans Chetcuti) | Трап | 170       | 51    |

## Парусный спорт
| Спортсмен                           | Вид            | Результат | Место |
| ----------------------------------- | -------------- | --------- | ----- |
| Питер Бонелло (англ. Peter Bonello) | Парусная доска | 101,7     | 9     |